# Мётцинген
Мётцинген (нем. Mötzingen) — община в Германии, в земле Баден-Вюртемберг. 
Подчиняется административному округу Штутгарт. Входит в состав района Бёблинген.  Население составляет 3678 человек (на 31 декабря 2010 года). Занимает площадь 8,15 км².